# 美山町立葛原小学校
美山町立葛原小学校（みやまちょうりつ くずはらしょうがっこう）は、かつて岐阜県山県郡美山町（現・山県市）に存在した公立小学校。

## 概要
- 旧・山県郡葛原村の小学校であった。2001年に谷合小学校、北武芸小学校と統合し、いわ桜小学校の新設により廃校。
- 葛原中学校を併設し、葛原小中学校とも称した。
- 校舎は葛原郷土研修室、グラウンドは山県市葛原運動場、体育館は山県市葛原体育館として使用されていたが、2020年度に葛原郷土研修室は閉館。また、山県市葛原体育館は閉鎖され、山県市葛原運動場のみ利用されている。

## 沿革
- 1873年（明治6年） - 葛原学校が開校。
- 1889年（明治22年）7月1日 - 山県郡葛原村が発足。
- 1891年（明治24年） - 葛原尋常小学校に改称する。新築移転する。
- 1910年（明治43年） - 葛原尋常高等小学校に改称する。
- 1941年（昭和16年）4月1日 - 葛原国民学校に改称する。
- 1947年（昭和22年）4月1日 - 葛原村立葛原小学校に改称する。
- 1955年（昭和30年）4月1日 - 山県郡谷合村、富波村、葛原村、北山村、北武芸村、西武芸村および武儀郡乾村と合併し美山村が発足。同時に美山村立葛原小学校に改称する。
- 1957年（昭和32年） - 新校舎（木造2階建）が完成。
- 1964年（昭和39年）
  - 3月 - 百瀬分校を廃止。
  - 4月1日 - 美山村が町制施行し美山町となる。同時に美山町立葛原小学校に改称する。
- 1965年（昭和40年）3月 - 草木分校を廃止。
- 2001年（平成13年）3月31日 - 統合により廃校。